# Santenay (Loir-et-Cher)
Santenay é uma comuna francesa na região administrativa do Centro, no departamento de Loir-et-Cher. Estende-se por uma área de 30,28 km². Em 2010 a comuna tinha 295 habitantes (densidade: 9,7 hab./km²).